# Francie na Hopmanově poháru
Francie na Hopmanově poháru poprvé startovala v úvodním ročníku 1989. Nejlepším výsledkem jsou dvě vítězství z let 2014 a 2017. Také dvakrát, v letech 1998 a 2012, odešli zástupci „galského kohouta“ jako poražení finalisté.
V roce 1998 Mary Pierceová a Cédric Pioline nestačili v boji o pohár na Slovensko. V roce 2012 pak Marion Bartoliová a Richard Gasquet ve finále podlehli České republice.
Roku 2014 vyhráli Jo-Wilfried Tsonga a Alizé Cornetová finále proti Polsku a poprvé získali pohár pro Francii, když turnajem prošli bez prohraného mezistátního utkání.
Druhou trofej vybojoval roku 2017 tým ve složení Kristina Mladenovicová a Richard Gasquet. Dvojice v soutěži vyhrála všechny čtyři mezistátní utkání. Ve finále zdolala 2:1 na zápasy Spojené státy americké, reprezentované Coco Vandewegheovou a Jackem Sockem, když o výsledku rozhodla až závěrečná smíšená čtyřhra.

## Tenisté
Tabulka uvádí seznam francouzských tenistů, kteří reprezentovali stát na Hopmanově poháru.
| Jméno                  | Celkem | Dvouhra | Čtyřhra | Poprvé | Startů |
| ---------------------- | ------ | ------- | ------- | ------ | ------ |
| Marion Bartoliová      | 4–2    | 2–2     | 2–0     | 2012   | 1      |
| Arnaud Boetsch         | 3–3    | 2–1     | 1–2     | 1996   | 1      |
| Arnaud Clément         | 2–3    | 1–2     | 1–1     | 2002   | 1      |
| Alizé Cornetová        | 14–11  | 5–8     | 9–3     | 2009   | 4      |
| Isabelle Demongeotová  | 1–3    | 1–1     | 0–2     | 1990   | 1      |
| Kenny de Schepper      | 0–6    | 0–3     | 0–3     | 2016   | 1      |
| Jean-Philippe Fleurian | 5–1    | 2–1     | 3–0     | 1995   | 1      |
| Guy Forget             | 9–6    | 6–2     | 3–4     | 1991   | 3      |
| Caroline Garciaová     | 3–3    | 3–0     | 0–3     | 2016   | 1      |
| Richard Gasquet        | 12–2   | 6–2     | 6–0     | 2012   | 2      |
| Taťána Golovinová      | 2–2    | 2–1     | 0–1     | 2007   | 1      |
| Jérôme Haehnel         | 2–2    | 2–1     | 0–1     | 2007   | 1      |
| Julie Halardová        | 5–4    | 2–3     | 3–1     | 1992   | 2      |
| Mathilde Johanssonová  | 0–6    | 0–3     | 0–3     | 2013   | 1      |
| Henri Leconte          | 1–2    | 1–1     | 0–1     | 1992   | 1      |
| Nicolas Mahut          | 2–3    | 1–2     | 1–1     | 2011   | 1      |
| Amélie Mauresmová      | 4–2    | 2–1     | 2–1     | 2004   | 1      |
| Kristina Mladenovicová | 10–4   | 4–3     | 6–1     | 2011   | 2      |
| Yannick Noah           | 1–3    | 1–1     | 0–2     | 1990   | 1      |
| Benoît Paire           | 2–4    | 0–3     | 2–1     | 2015   | 1      |
| Pascale Paradis        | 0–2    | 0–1     | 0–1     | 1989   | 1      |
| Mary Pierceová         | 8–5    | 5–2     | 3–3     | 1997   | 2      |
| Cédric Pioline         | 6–4    | 3–2     | 3–2     | 1994   | 2      |
| Guillaume Raoux        | 5–3    | 2–2     | 3–1     | 1999   | 1      |
| Virginie Razzanová     | 1–4    | 0–3     | 1–1     | 2002   | 1      |
| Fabrice Santoro        | 2–4    | 0–3     | 2–1     | 2004   | 1      |
| Catherine Tanvierová   | 3–9    | 1–5     | 2–4     | 1991   | 2      |
| Nathalie Tauziatová    | 4–4    | 1–3     | 3–1     | 1993   | 2      |
| Sandrine Testudová     | 5–3    | 2–2     | 3–1     | 1999   | 1      |
| Jo-Wilfried Tsonga     | 11–3   | 7–0     | 4–3     | 2013   | 2      |
| Thierry Tulasne        | 0–2    | 0–1     | 0–1     | 1989   | 1      |

## Výsledky
| Rok    | Fáze soutěže     | Místo konání         | Soupeř          | Výsledek | Stav      |
| ------ | ---------------- | -------------------- | --------------- | -------- | --------- |
| 1989   | 1. kolo          | Burswood Dome, Perth | Západní Německo | 0–3      | prohra    |
| 1990   | 1. kolo          | Burswood Dome, Perth | Nizozemsko      | 2–1      | výhra     |
| 1990   | čtvrtfinále      | Burswood Dome, Perth | Československo  | 0–3      | prohra    |
| 1991   | 1. kolo          | Burswood Dome, Perth | Nizozemsko      | 2–1      | výhra     |
| 1991   | čtvrtfinále      | Burswood Dome, Perth | Španělsko       | 2–1      | výhra     |
| 1991   | semifinále       | Burswood Dome, Perth | Jugoslávie      | 1–2      | prohra    |
| 19921) | 1. kolo          | Burswood Dome, Perth | Švédsko         | 2–1      | výhra     |
| 19921) | čtvrtfinále      | Burswood Dome, Perth | Německo         | 1–2      | prohra    |
| 19932) | 1. kolo          | Burswood Dome, Perth | Izrael          | 3–0      | výhra     |
| 19932) | čtvrtfinále      | Burswood Dome, Perth | Spojené státy   | 2–1      | výhra     |
| 19932) | semifinále       | Burswood Dome, Perth | Německo         | 1–2      | prohra    |
| 1994   | čtvrtfinále      | Burswood Dome, Perth | Austrálie       | 0–3      | prohra    |
| 1995   | 1. kolo          | Burswood Dome, Perth | Nizozemsko      | 2–1      | výhra     |
| 1995   | čtvrtfinále      | Burswood Dome, Perth | Španělsko       | 3–0      | výhra     |
| 1995   | semifinále       | Burswood Dome, Perth | Německo         | 1–2      | prohra    |
| 1996   | základní skupina | Burswood Dome, Perth | Chorvatsko      | 0–3      | prohra    |
| 1996   | základní skupina | Burswood Dome, Perth | Jižní Afrika    | 2–1      | výhra     |
| 1996   | základní skupina | Burswood Dome, Perth | Spojené státy   | 1–2      | prohra    |
| 19973) | základní skupina | Burswood Dome, Perth | Spojené státy   | 1–2      | prohra    |
| 19973) | základní skupina | Burswood Dome, Perth | Austrálie       | 1–2      | prohra    |
| 19973) | základní skupina | Burswood Dome, Perth | Chorvatsko      | 0–3      | prohra    |
| 1998   | základní skupina | Burswood Dome, Perth | Německo         | 3–0      | výhra     |
| 1998   | základní skupina | Burswood Dome, Perth | Spojené státy   | 3–0      | výhra     |
| 1998   | základní skupina | Burswood Dome, Perth | Jižní Afrika    | 3–0      | výhra     |
| 1998   | finále           | Burswood Dome, Perth | Slovensko       | 1–2      | prohra    |
| 1999   | baráž o skupinu  | Burswood Dome, Perth | Zimbabwe        | 2–1      | výhra     |
| 1999   | základní skupina | Burswood Dome, Perth | Španělsko       | 2–1      | výhra     |
| 1999   | základní skupina | Burswood Dome, Perth | Jižní Afrika    | 2–1      | výhra     |
| 1999   | základní skupina | Burswood Dome, Perth | Austrálie       | 1–2      | prohra    |
| 20024) | základní skupina | Burswood Dome, Perth | Spojené státy   | 0–3      | prohra    |
| 20024) | základní skupina | Burswood Dome, Perth | Belgie          | 1–2      | prohra    |
| 20024) | základní skupina | Burswood Dome, Perth | Itálie          | 1–2      | prohra    |
| 2004   | základní skupina | Burswood Dome, Perth | Rusko           | 2–1      | výhra     |
| 2004   | základní skupina | Burswood Dome, Perth | Spojené státy   | 0–3      | prohra    |
| 2004   | základní skupina | Burswood Dome, Perth | Česko           | 2–1      | výhra     |
| 2007   | základní skupina | Burswood Dome, Perth | Spojené státy   | 2–1      | výhra     |
| 2007   | základní skupina | Burswood Dome, Perth | Austrálie       | 3–0      | výhra     |
| 2007   | základní skupina | Burswood Dome, Perth | Rusko           | 0–3      | prohra    |
| 2011   | základní skupina | Burswood Dome, Perth | Spojené státy   | 0–3      | prohra    |
| 2011   | základní skupina | Burswood Dome, Perth | Velká Británie  | 2–1      | výhra     |
| 2011   | základní skupina | Burswood Dome, Perth | Itálie          | 3–0      | výhra     |
| 20125) | základní skupina | Burswood Dome, Perth | Čína            | 2–1      | výhra     |
| 20125) | základní skupina | Burswood Dome, Perth | Austrálie       | 3–0      | výhra     |
| 20125) | základní skupina | Burswood Dome, Perth | Španělsko       | 2–0      | výhra     |
| 20125) | finále           | Burswood Dome, Perth | Česko           | 0–2      | prohra    |
| 2013   | základní skupina | Perth Arena, Perth   | Španělsko       | 1–2      | prohra    |
| 2013   | základní skupina | Perth Arena, Perth   | Spojené státy   | 1–2      | prohra    |
| 2013   | základní skupina | Perth Arena, Perth   | Jižní Afrika    | 1–2      | prohra    |
| 2014   | základní skupina | Perth Arena, Perth   | Česko           | 2–1      | výhra     |
| 2014   | základní skupina | Perth Arena, Perth   | Spojené státy   | 2–1      | výhra     |
| 2014   | základní skupina | Perth Arena Perth    | Španělsko       | 3–0      | výhra     |
| 2014   | finále           | Perth Arena, Perth   | Polsko          | 2–1      | vítězství |
| 2015   | základní skupina | Perth Arena, Perth   | Velká Británie  | 1–2      | prohra    |
| 2015   | základní skupina | Perth Arena, Perth   | Austrálie       | 2–1      | výhra     |
| 2015   | základní skupina | Perth Arena, Perth   | Polsko          | 2–1      | výhra     |
| 2016   | základní skupina | Perth Arena, Perth   | Velká Británie  | 1–2      | prohra    |
| 2016   | základní skupina | Perth Arena, Perth   | Německo         | 1–2      | prohra    |
| 2016   | základní skupina | Perth Arena, Perth   | Austrálie       | 1–2      | prohra    |
| 2017   | základní skupina | Perth Arena, Perth   | Německo         | 2–1      | výhra     |
| 2017   | základní skupina | Perth Arena, Perth   | Velká Británie  | 3–0      | výhra     |
| 2017   | základní skupina | Perth Arena Perth    | Švýcarsko       | 2–1      | výhra     |
| 2017   | finále           | Perth Arena, Perth   | Spojené státy   | 2–1      | vítězství |
| 2019   | základní skupina | Perth Arena, Perth   | Německo         | 1–2      | prohra    |
| 2019   | základní skupina | Perth Arena, Perth   | Austrálie       | 1–2      | prohra    |
| 2019   | základní skupina | Perth Arena, Perth   | Španělsko       | 1–2      | prohra    |

- 1) Německo ve čtvrtfinále vedlo po dvou zápasech 2–0 a k zápasu smíšené čtyřhry již nenastoupilo, bod tak připadl Francii.[1]
- 2) V rozhodující smíšené čtyřhře semifinále proti Německu musela Francie za stavu 2–4 na gamy utkání skrečovat, čímž prohrála celý mezistátní zápas.[1]
- 3) Ve finále proti Chorvatsku Guy Forget nebyl schopen nastoupit do dvouhry, ani smíšené čtyřhry. Oba body tak připadly soupeři.[1]
- 4) V posledním zápase základní skupiny proti Itálii ztratila France automaticky dva body, když Virginie Razzanová skrečovala dvouhru a do utkání smíšené čtyřhry již nenastoupila.[1]
- 5) V posledním zápase základní skupiny proti Španělsku a ve finále proti Česku nebyly podle pravidel, již za rozhodnutého stavu 2:0, smíšené čtyřhry odehrány.